# シャラントン＝ル＝ポン
シャラントン＝ル＝ポン（Charenton-le-Pont）は、フランス、イル＝ド＝フランス地域圏、ヴァル＝ド＝マルヌ県のコミューン。

## 地理

パリ周辺地図（赤く示されているのがシャラントン＝ル＝ポン）

シャラントン＝ル＝ポンは、セーヌ川右岸にあり、セーヌ川とマルヌ川が合流しパリへ入る直前に位置する。コミューンの北はヴァンセンヌの森と接している。面積が1.85平方キロメートルと狭く、人口密度が高いため非常に都市化が進んでいる。セーヌ川沿いには高速道路が走り、リヨン駅からの線路が東西に横断し、TGVのコンフラン＝ベルシー操車場が西部にある。

## 交通
- 鉄道 - パリメトロ8号線シャラントン＝エコール駅、リベルテ駅。
- バス - RATP（fr:Réseau de bus RATP）5路線。ノクティリアン2路線

## 歴史

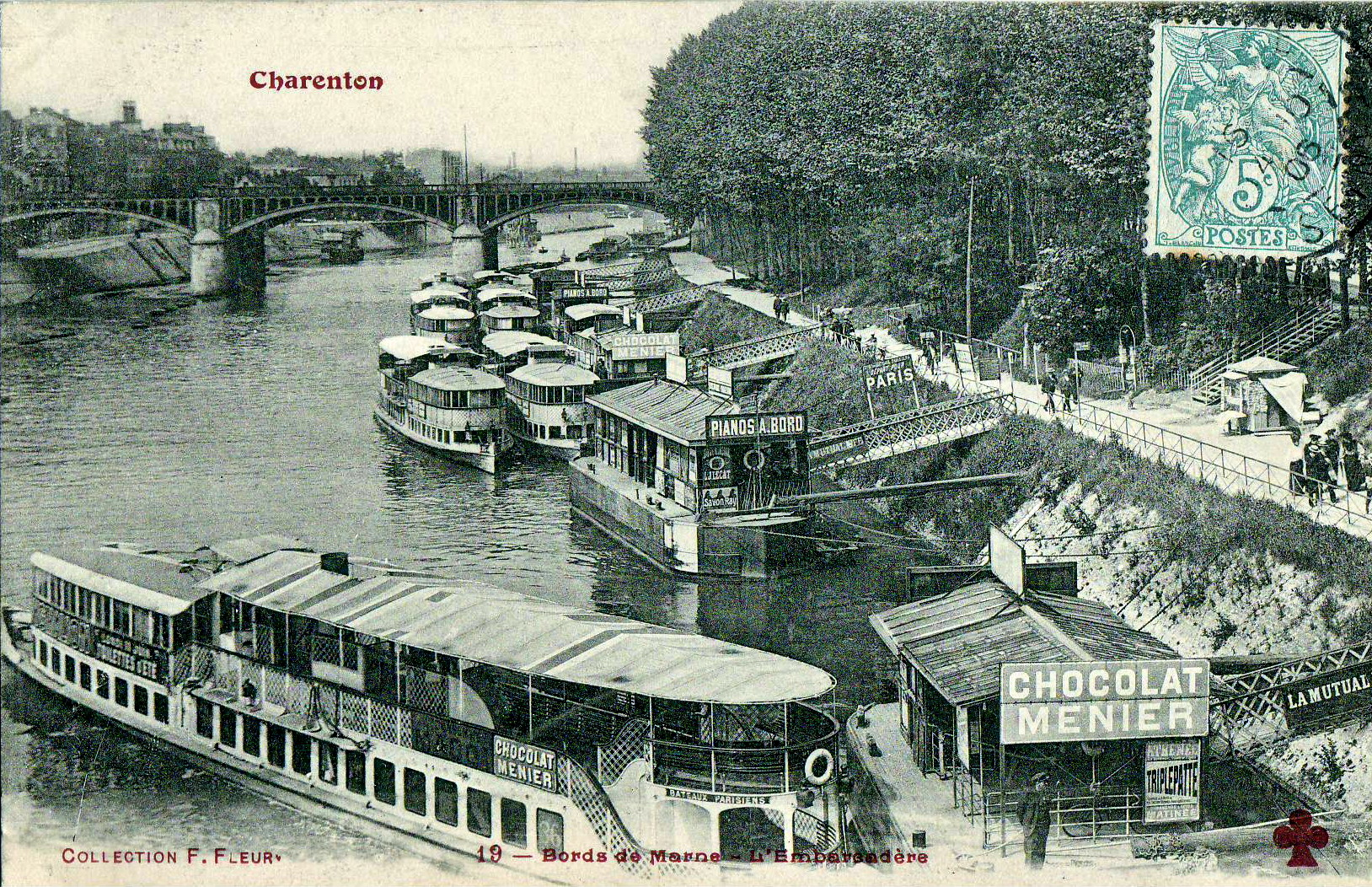
船が行き交うシャラントンのマルヌ河岸。1906年の絵葉書より

シャラントンは最初は4人の領主が所有する4つの村から構成されており、現在のコミューン面積よりさらに広かった。1791年まではベルシー（現在パリ12区）が、1929年まではヴァンセンヌの森の一部プレーヌ・ド・ベルシーがそれぞれシャラントンの一部であった。
コミューンの名は、現在もマルヌ川に架かるシャラントン橋にちなむ。7世紀からこの場所に橋があったことが知られており、パリ近郊有数の歴史がある橋である。首都に近く、マルヌ川とセーヌ川の合流地点であるという戦略的要所であるため、シャラントンは古くから戦場となってきた。
865年、ヴァイキングが橋を制圧し、町を略奪した。1358年、ドーファン・シャルル（のちのシャルル5世）はイングランド軍が占領したパリから自領シャラントンへ脱出した。
シャルル7世時代の1436年1月、シャラントン領主であったイングランド人たちがシャラントンから追放された。
シャロレー伯シャルル（のちのブルゴーニュ公シャルル）率いる反ルイ11世同盟であるビヤン・ピュブリック同盟軍（fr:Ligue du Bien public）が、1465年にシャラントンを攻撃した。ユグノー戦争中の1567年にはユグノー軍に占領された。1590年4月、アンリ4世はカトリック同盟軍の兵士を拉致した。しかし同年9月のパリ包囲戦で、スペインの将軍アレッサンドロ・ファルネーゼがシャラントンを再度征服した。
ナントの勅令後、シャラントンにはユグノーの教会が建てられた。1621年にはユグノー反乱が起き、多くのユグノーが虐殺された。
1814年2月、フランス遠征を行っていた第六次対仏大同盟軍がパリへ接近し、シャラントン橋の防衛はアルフォール獣医学校の生徒たちが任されていた。3月30日にフランス側は降伏し、翌日にはヴュルテンベルク公軍とオーストリア軍がシャラントンに陣を構えた。
1860年にティエールの城壁内のコミューンがパリに併合された際、ベルシーのうち城壁外の部分がシャラントンに併合された。

## 姉妹都市
- トロウブリッジ、イギリス
- ボルゴ・ヴァル・ディ・ターロ、イタリア
- ジクロン・ヤアコヴ（en）、イスラエル
- ベルリン、テンペルホフ区、ドイツ

## 出身者
- アラン・リピエッツ：政治家
- ジャン＝ピエール・ジャリエ：レーシングドライバー
- フランシス・デュゴワ：ヴァイオリニスト

## ギャラリー

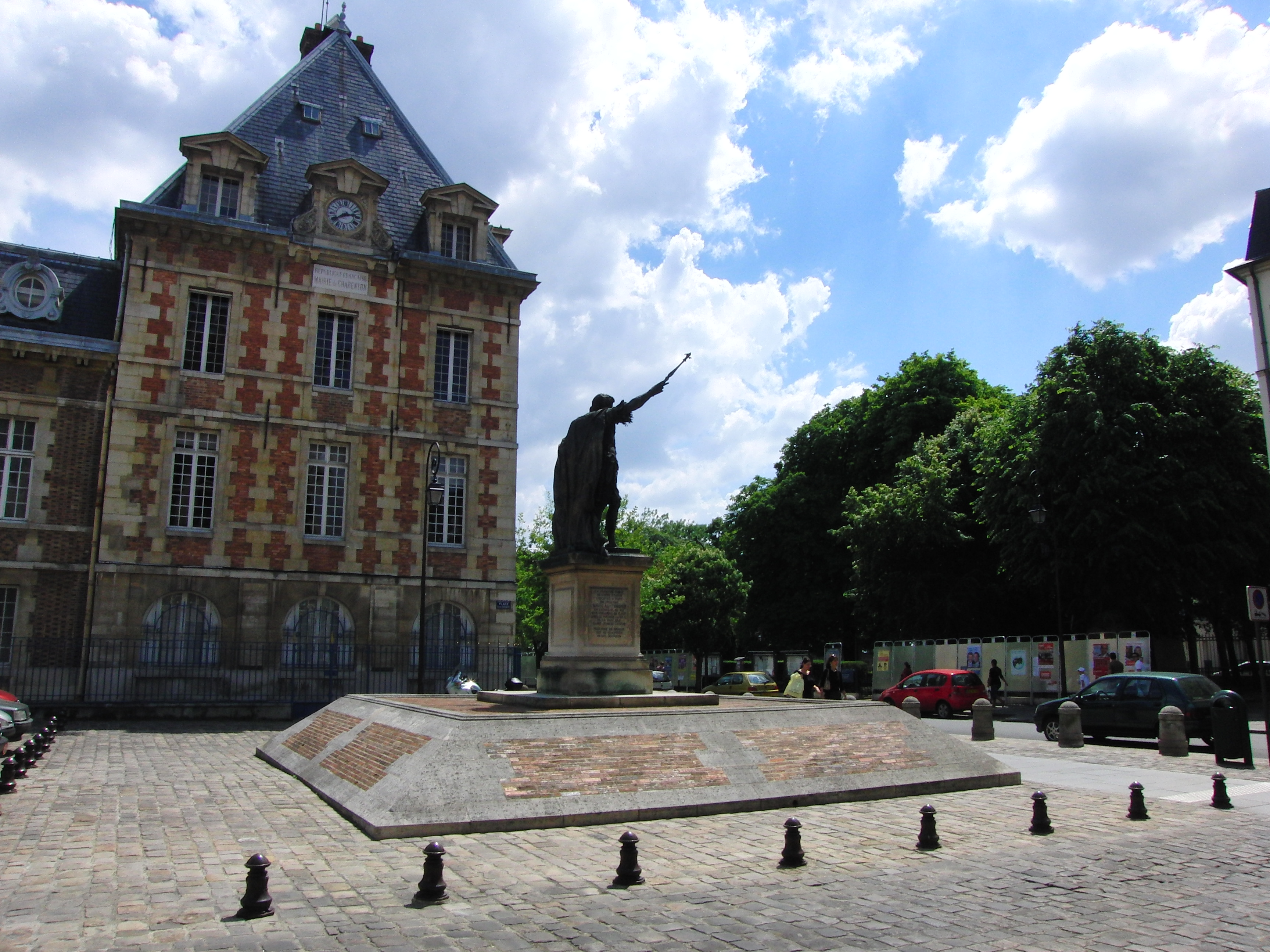
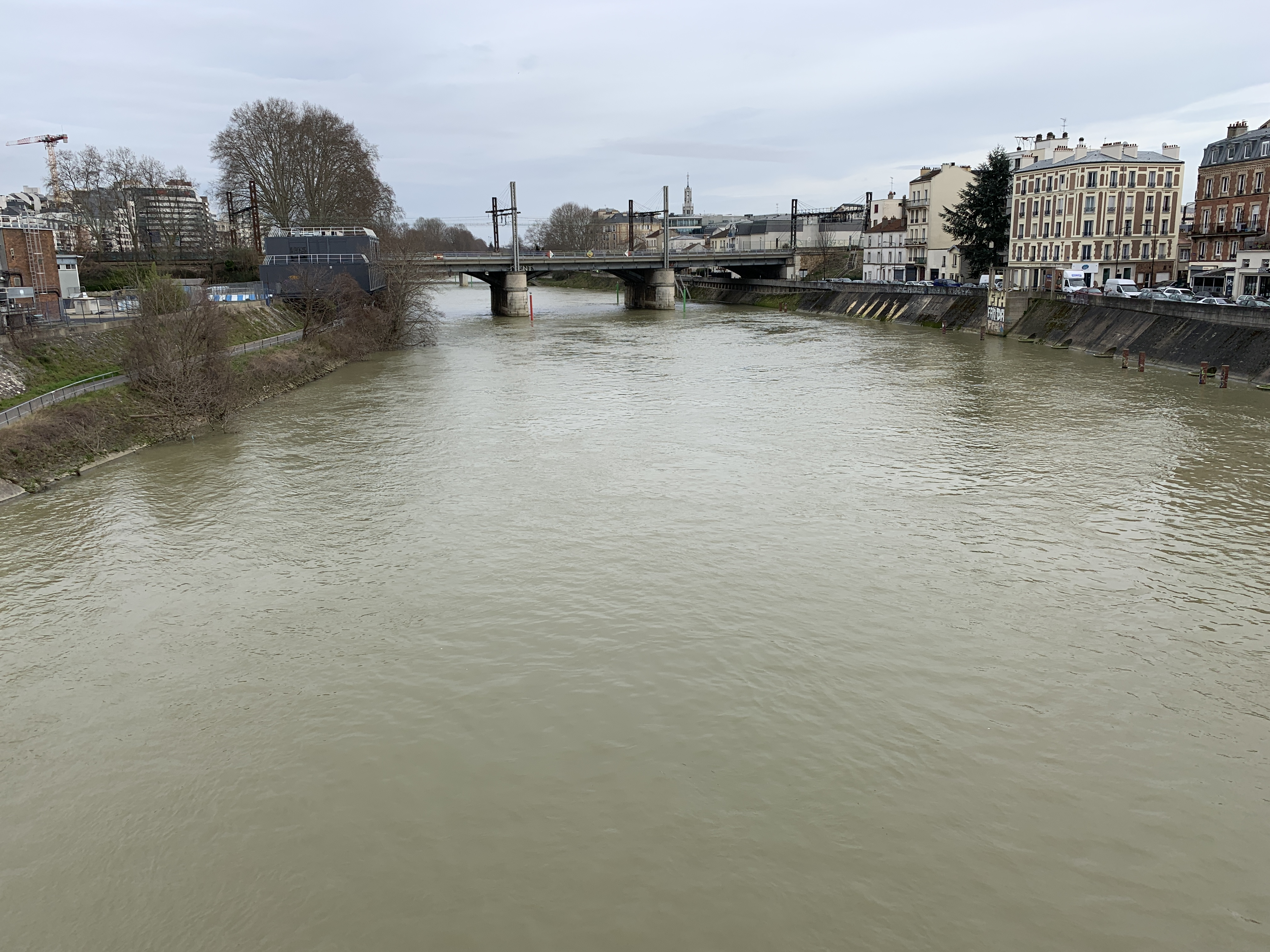
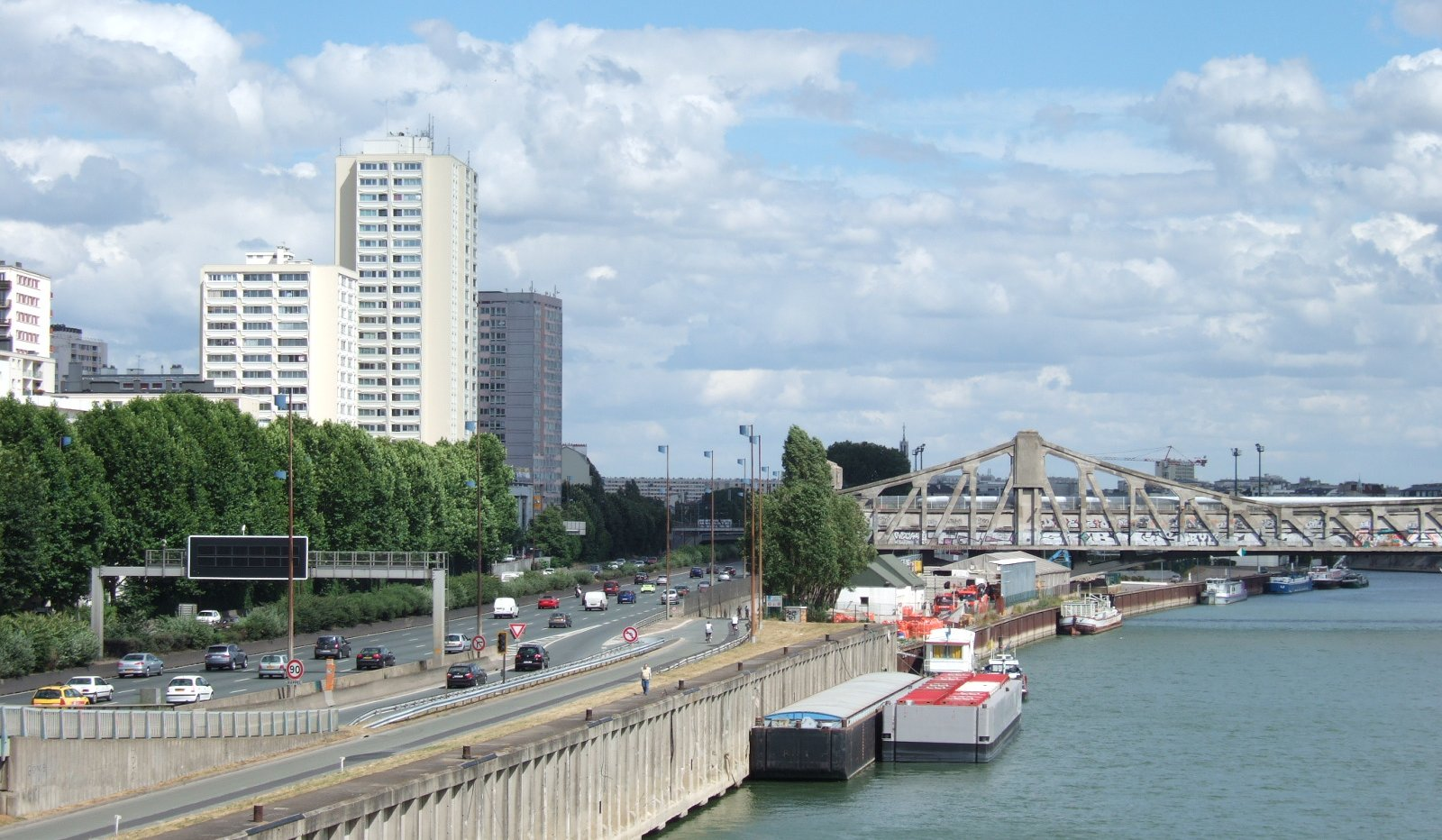
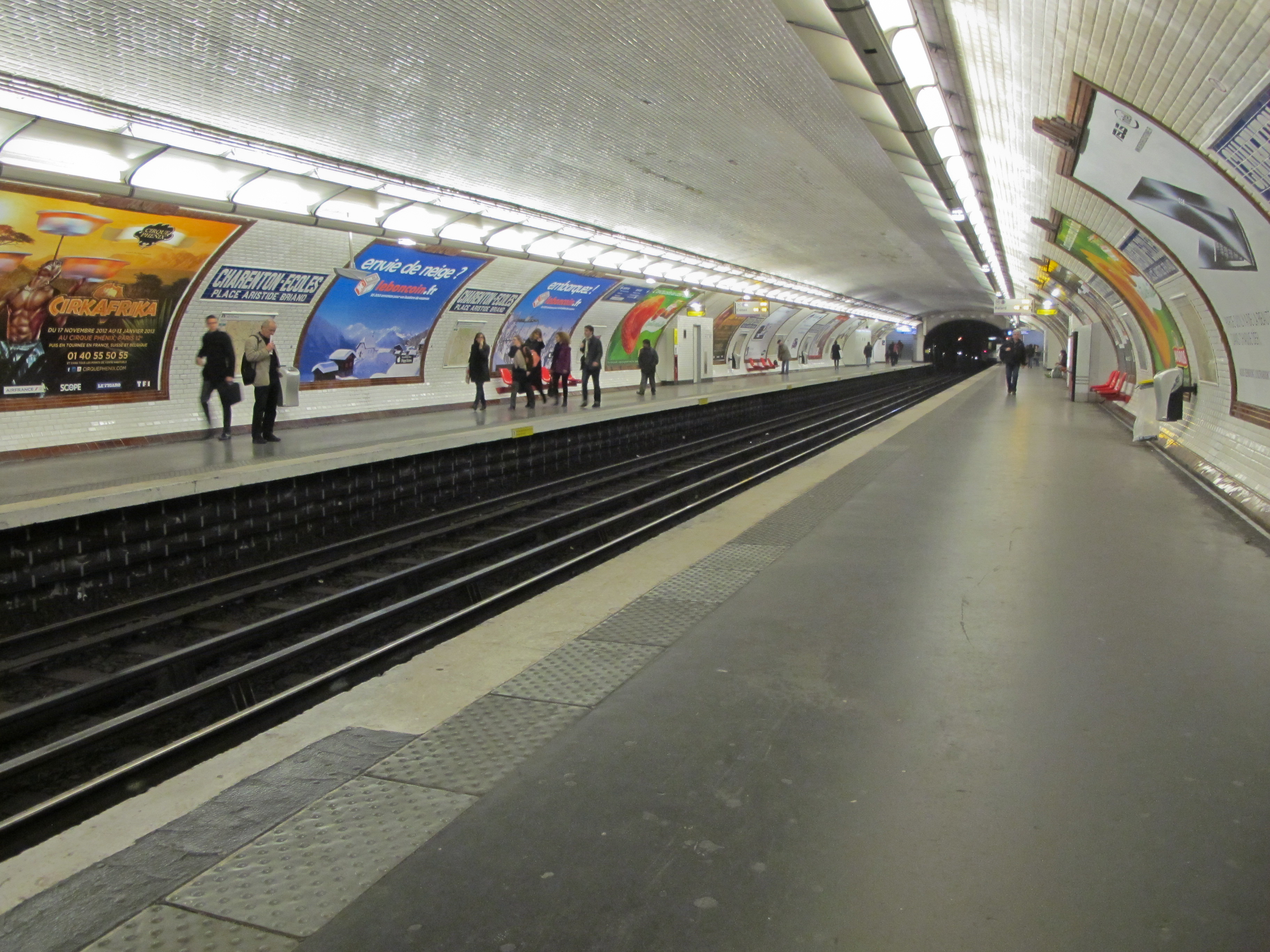
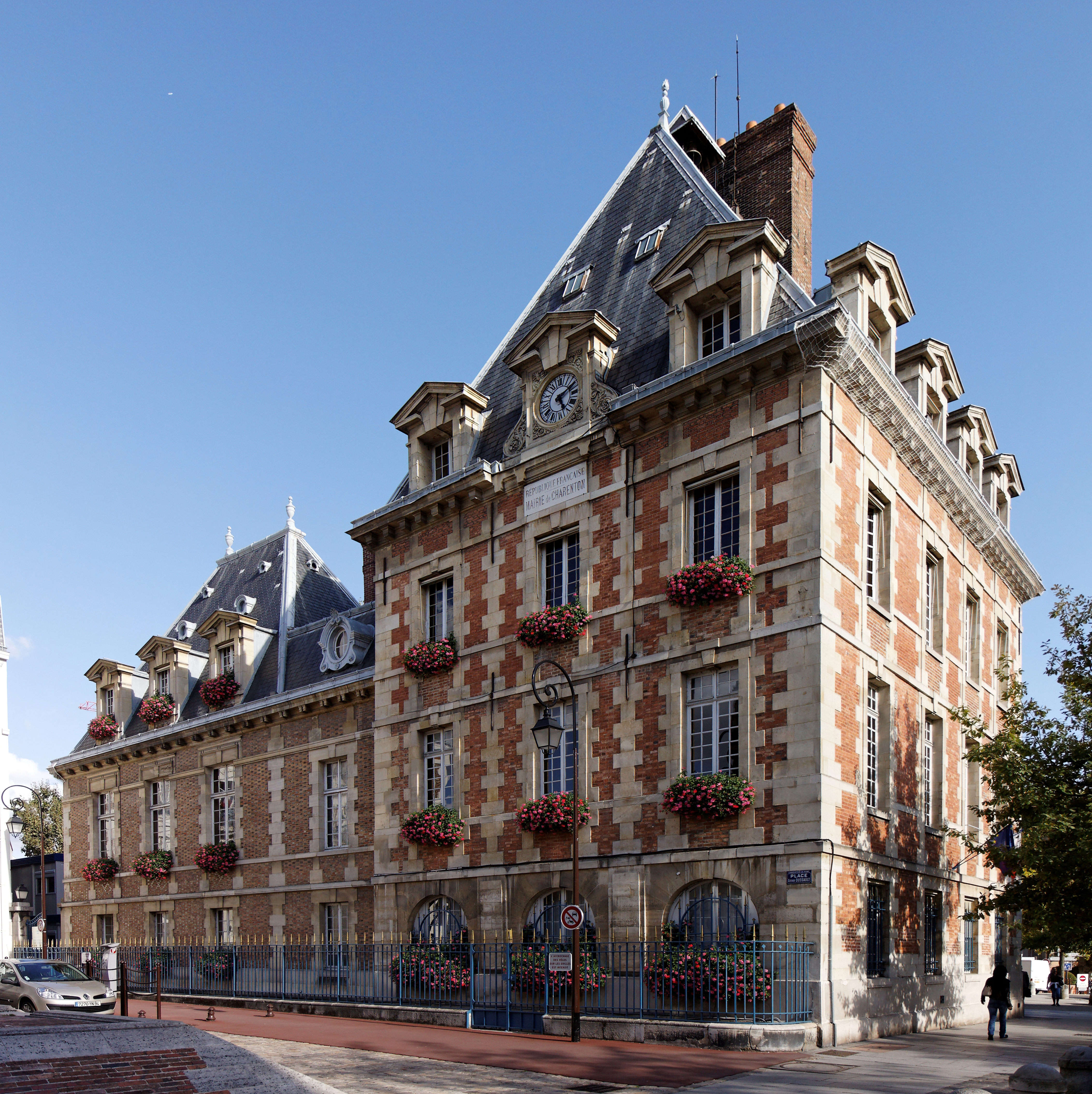
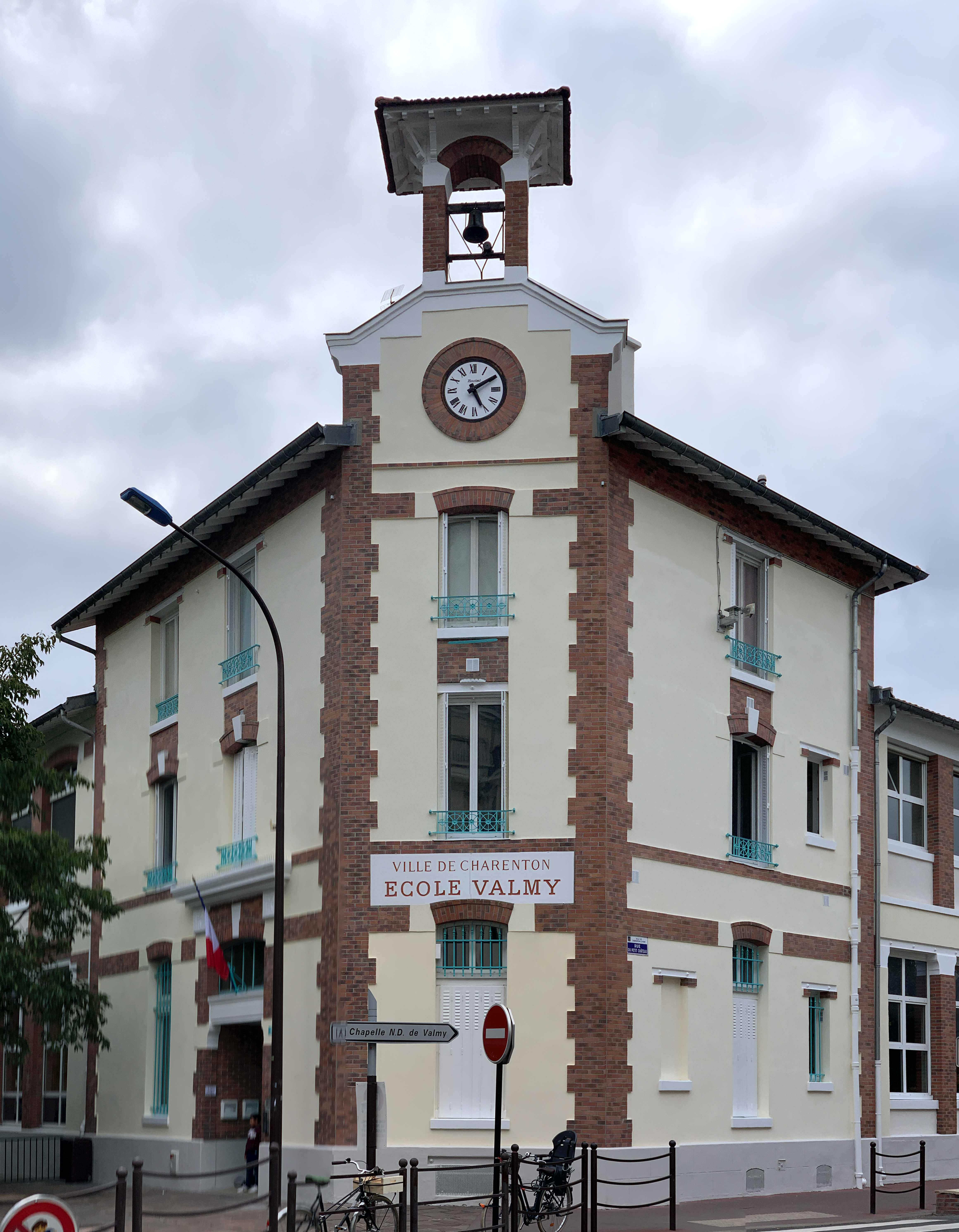
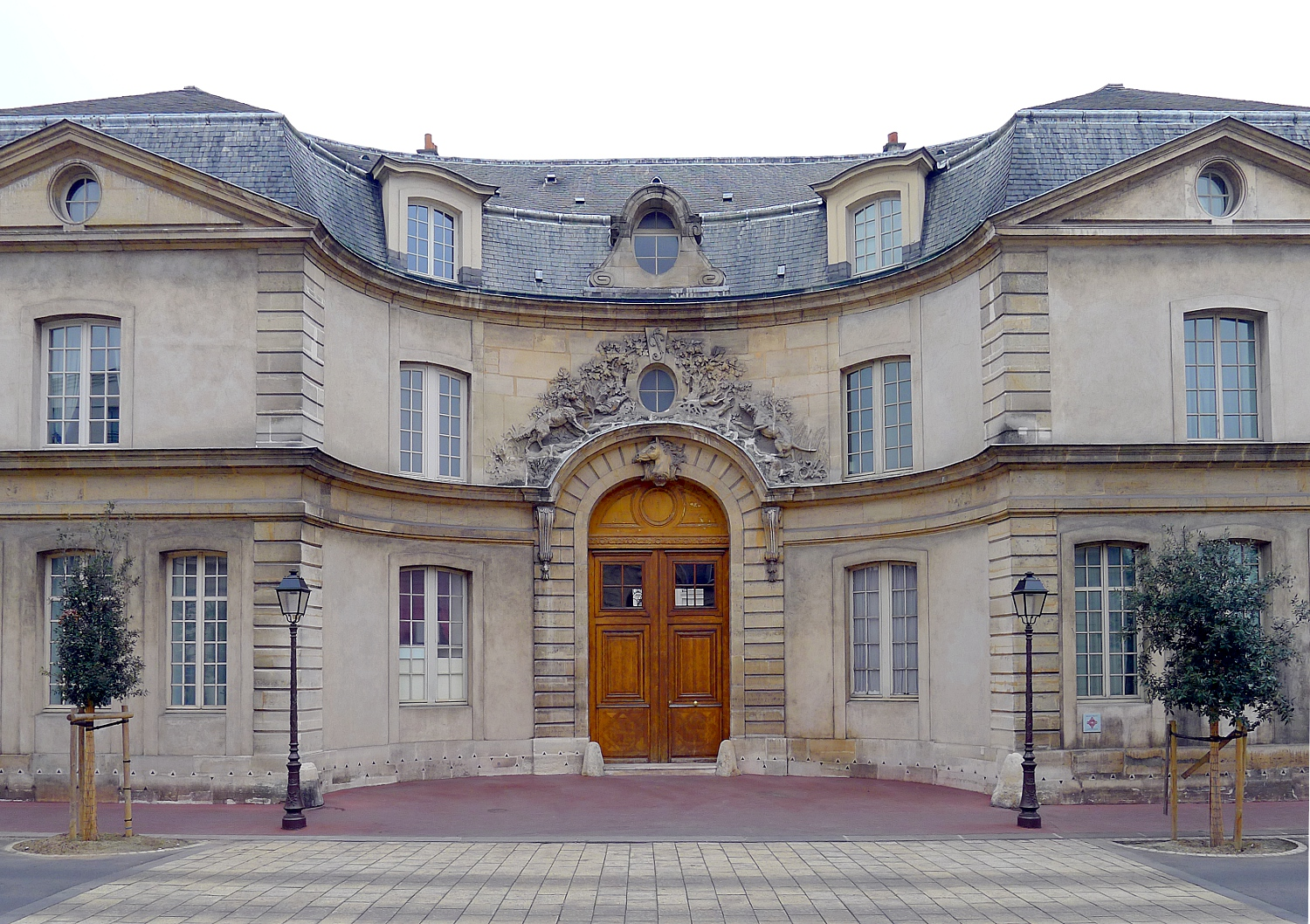
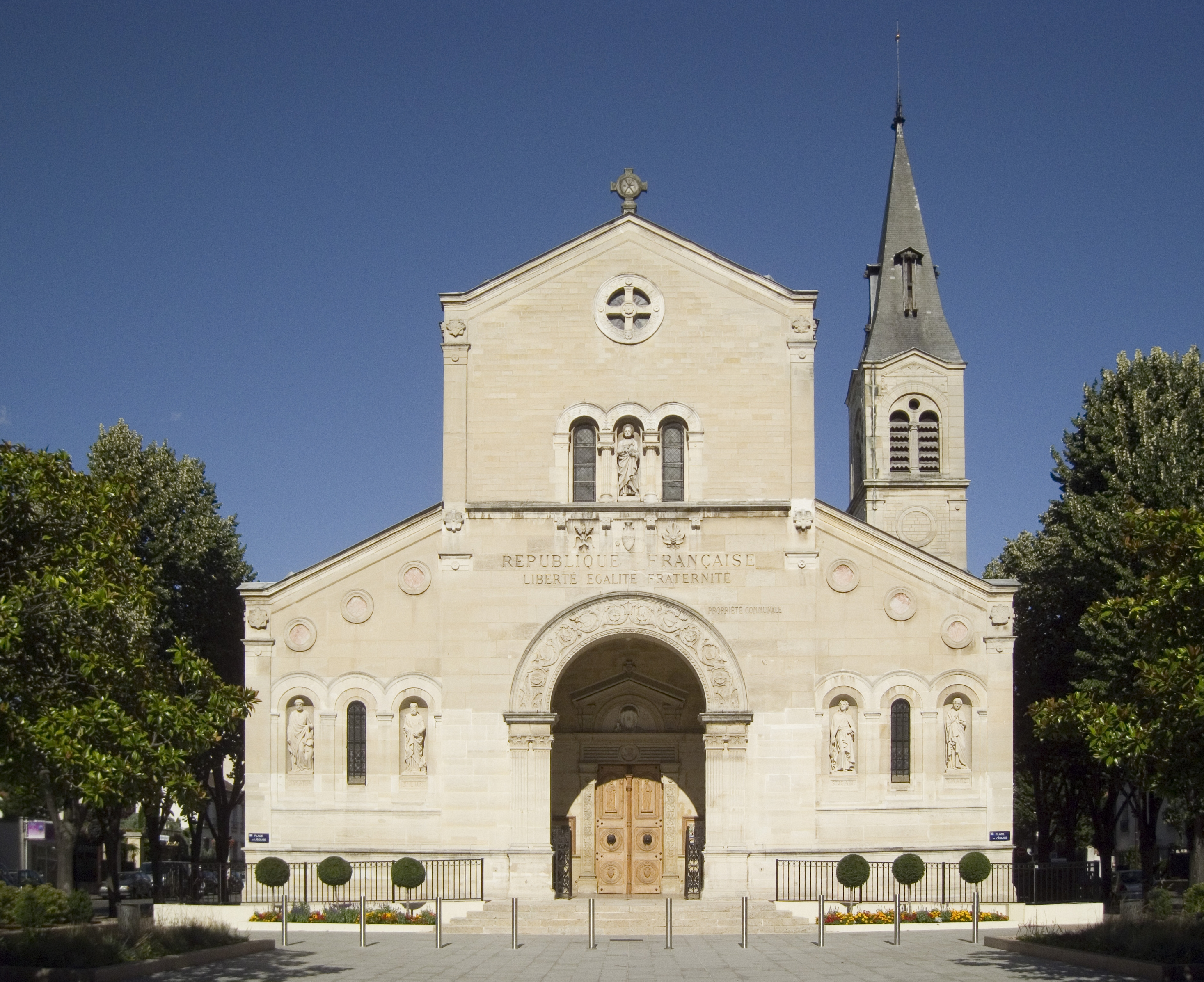
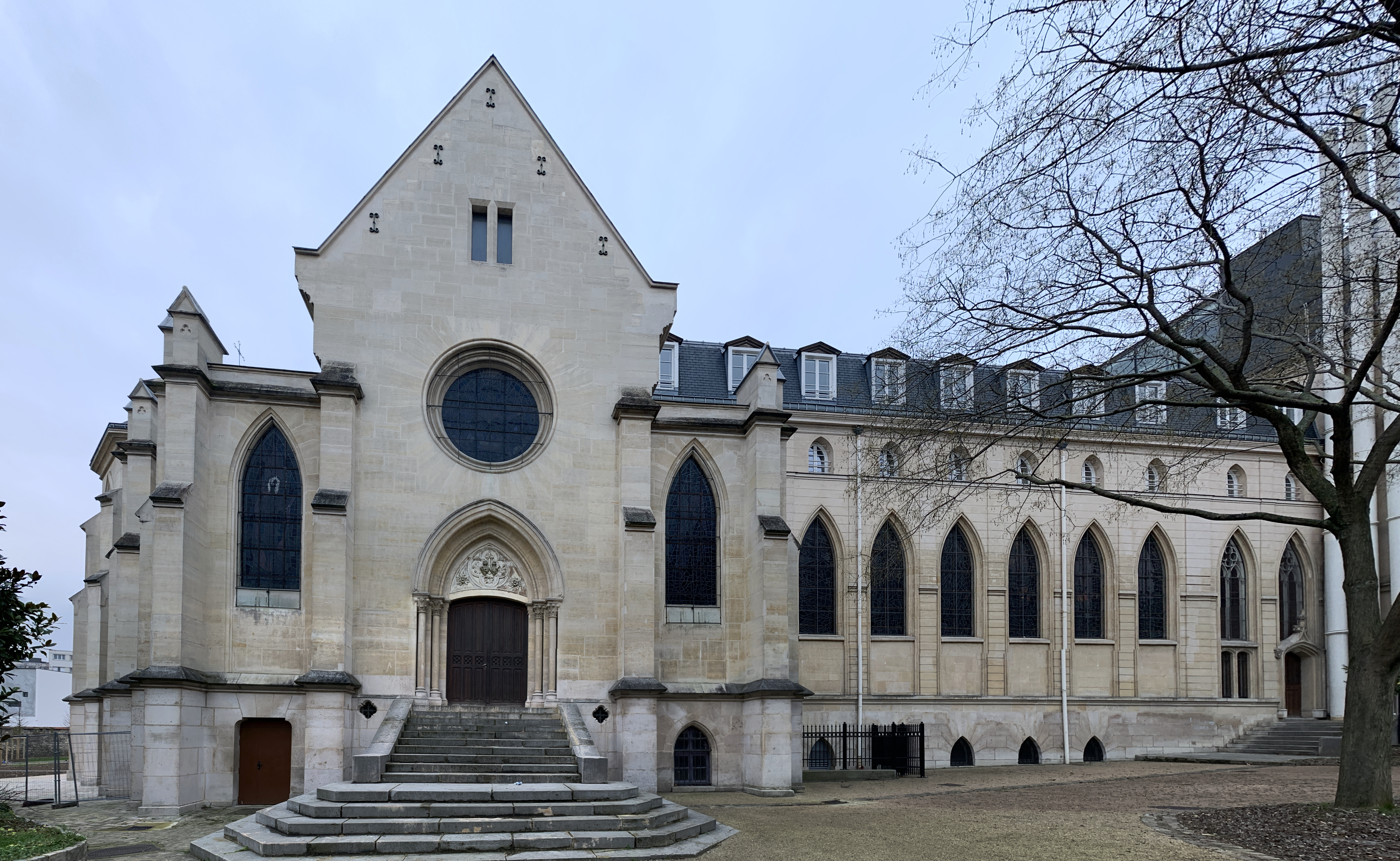